# Georg Tannstetter
Georg Tannstetter, Humanistenname Collimitius (* Mitte April 1482 in Rain; † 27. März 1535 in Innsbruck), war ein deutsch-österreichischer Humanist, Astronom, Astrologe und Mediziner. Er war Professor für angewandte Mathematik an der Universität Wien, wo Peter Apian und Joachim Vadian zu seinen Schülern gehörten. Seine Darstellung der Geschichte der Wiener Astronomen und Mathematiker (Viri Mathematici, 1514) ist ein früher Ansatz von Naturwissenschaftsgeschichte. Auch sein Ansatz zu einer empirischen Astrologie (Libellus consolatorius, 1523) war damals noch ungewöhnlich. Gemeinsam mit einem Schüler entwarf er eine Ungarnkarte (Tabula Hungarie, 1528), die zum Weltdokumentenerbe gehört. Er war königlicher Leibarzt im Dienst mehrerer habsburgischer Regenten. 1531 wurde er geadelt.

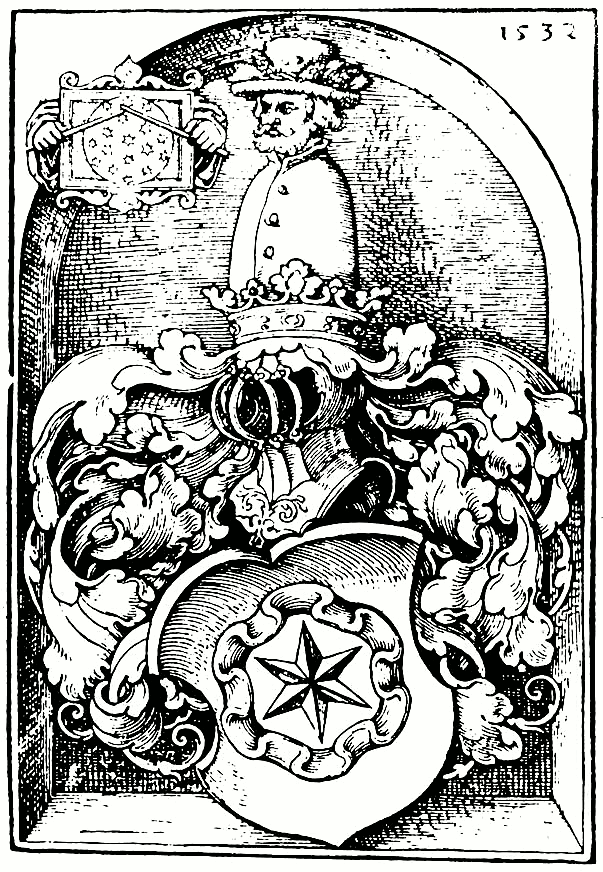
Exlibris Tannstetters, von Hans Brosamer 1532 angefertigt: Links oben der Sternenhimmel, unten sein Wappen mit sechsstrahligem Stern.

## Leben

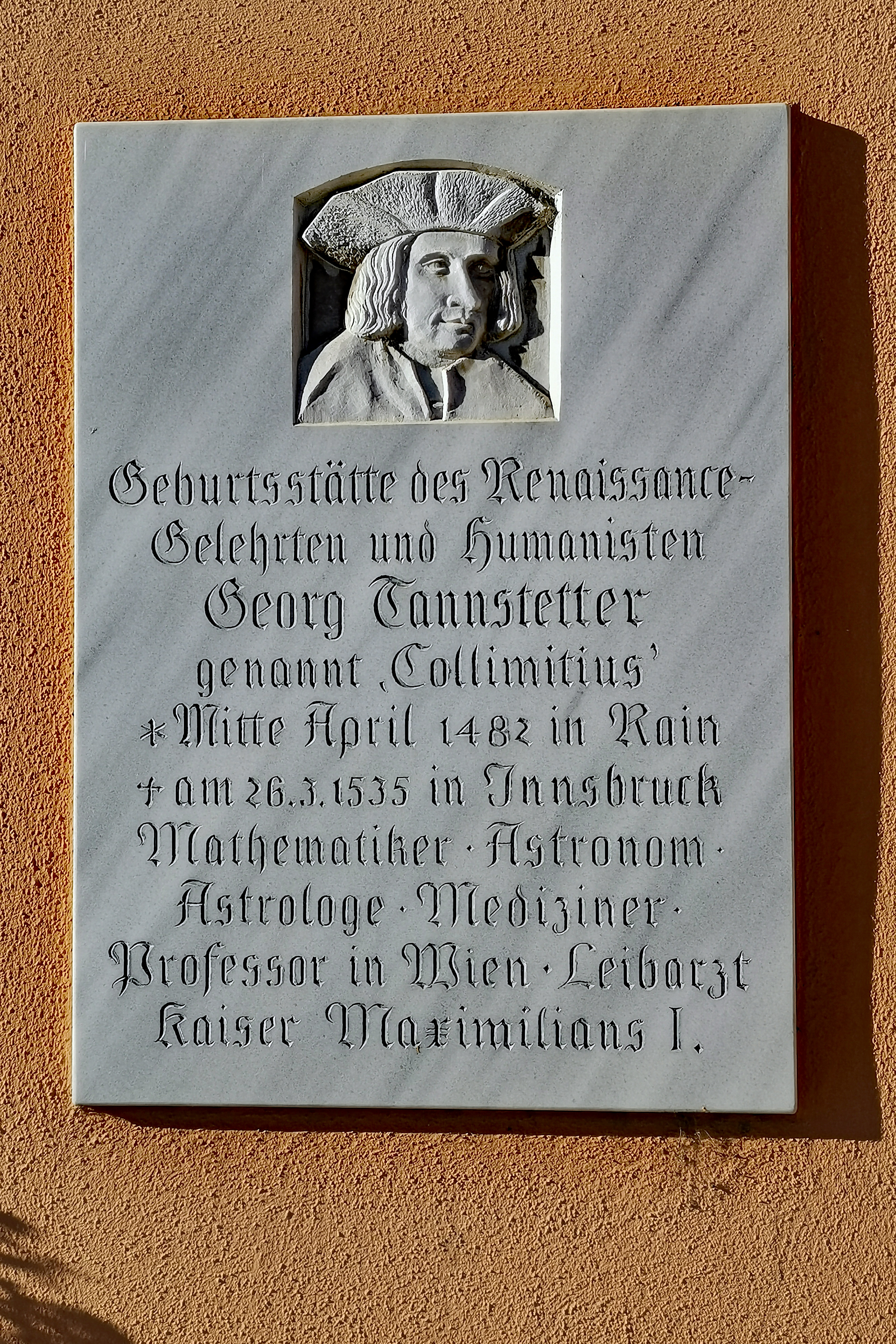
Gedenktafel an Tannstetters Geburtshaus in Rain am Lech

### Geburt und Name
Georg Tannstetter wurde in Rain am Lech geboren. Als Geburtszeit gibt Franz Graf-Stuhlhofer „Mitte April 1482“ an, ermittelt aufgrund von Angaben auf Tannstetters Grabstein, auf Bildern von Tannstetter, in Briefen an Joachim Vadian sowie in seiner medizin-astrologischen Vorlesung (gedruckt als Artificium de applicatione Astrologiae ad Medicinam).
Sein Vater Gabriel war Pfleger des Klosters Niederschönenfeld (von 1480 bis 1500). Der Sohn Georg nannte sich (da Rain auch „Grenzpfad“ bedeutet) latinisiert Collimitius. In seinen Werken finden sich Bezugnahmen auf seine Geburtsstadt, so im Verfassernamen Georgen Tannstetter von Rain am Lech, oder als Georgius Tanstetter Collimitius. Manchmal fügte er seinem Namen „Lycoripensis“ bei, zusammengesetzt aus Lycus („Lech“) und ripa („Ufer“), also bezogen auf das Lechufer.

### Studium und erste Unterrichtstätigkeit in Wien
Tannstetter studierte ab 1497 in Ingolstadt an der Artistenfakultät die sogenannten freien Künste („artes liberales“), u. a. Mathematik und Astronomie, und wurde 1501 Magister. Er war dort Schüler von Johannes Stabius und Andreas Stiborius, denen er an die Universität Wien folgte, wohl Ende 1502. Dort hielt er Vorlesungen an der Artistenfakultät, wobei deren Akten als Thema die Planetentheorie (Theoricae planetarum) nennen und ihn in den Jahren 1503 bis 1512 wiederholt erwähnen, z. B. als Prüfer. Ungefähr 1513 hielt er eine mathematische Vorlesung, im Wintersemester 1514/15 eine astronomisch-astrologische Einführungsvorlesung. Bezeugt ist auch eine astronomische Spezialvorlesung über das zweite Buch der Naturgeschichte von Plinius (im Zeitraum bis 1518).
Tannstetter hatte einige prominente Schüler. Peter Apian kam zum Studium nach Wien, um Schüler von Tannstetter zu werden. 1528 widmete ihm Apian seine Edition der Planetentheorie von Georg von Peuerbach. Joachim Vadian hob später hervor, dass er seine naturwissenschaftlichen Kenntnisse seinem Lehrer Tannstetter verdanke.
Ab 1508 begann Tannstetter noch ein Medizinstudium und promovierte 1513 zum Dr. med. Gemäß den Fakultätsakten erhielt Tannstetter am 11. Mai 1513 die insignia doctoralia („Die Zeichen der Verleihung der Doktorwürde“). Manche Historiker datierten Tannstetters Promotion fälschlich auf frühere Jahre, z. B. Joseph Aschbach auf 1509.

### Rektor der Universität Wien
An der Artistenfakultät war Tannstetter im Sommersemester 1512 Dekan. Im darauf folgenden Wintersemester 1512/1513 war er Rektor der Universität. Das von Oktober 1512 bis April 1513 dauernde Semester ist durch ein Konsistorialbuch dokumentiert, eine aus jenen Jahrzehnten nur selten erhaltene Quellenart. Das Konsistorium bestand aus dem Rektor, den Vertretern (Prokuratoren) der vier akademischen „Nationen“ sowie den Dekanen der vier Fakultäten; es traf sich nahezu wöchentlich zu einer Sitzung, die an verschiedenen Wochentagen stattfand, ausgenommen sonntags. Darin ging es um rechtliche und finanzielle Fragen der Universität und ihre Beziehungen nach außen, gegenüber der Stadt und der Kirche.
Tannstetters Rektorat wird auch in den Dunkelmännerbriefen erwähnt, einer mit satirischer Absicht verbreiteten Reihe gefälschter lateinischer Briefe aus den Jahren 1515 und 1517, mit denen deutsche Humanisten die Scholastik ins Lächerliche zogen, die damals an den Universitäten noch weit verbreitet war, und das ausschweifende Leben des Klerus anprangerten. In einem Brief lässt der Autor einen Scholastiker berichten, dass er am 17. Januar 1513 zum Rektor Tannstetter (Collimitius) kam:
„So wanderte ich nach Österreich, zu meinem Unglück. Denn Collimitius – ich kam zu ihm am Tag des hl. Antonius – war dort Rektor, und mein Feind; er nannte mich einen Verräter, und wollte mich in den Kerker werfen, ...“
Hier erscheint Tannstetter als geradezu fanatischer Anhänger der humanistischen Richtung.
Damals war er noch unverheiratet, denn Rektor an der Universität Wien konnte bis 1534 nur ein Unverheirateter werden. Diese Zölibatsvorschrift war eine klerikale Eigenart der Universität Wien.
Bald nach dem Ende von Tannstetters Rektorat brachen heftige Konflikte zwischen Studenten und Bürgern der Stadt Wien aus; sie dauerten von Ende Mai 1513 bis ins Jahr 1514.

### Lehrer und Dekan an der Medizinischen Fakultät
Noch während seines Rektorats schloss Tannstetter sein Medizinstudium ab. Danach wirkte er als Lehrer an der Medizinischen Fakultät und war dort viermal Dekan: in den Sommersemestern 1514 und 1520 sowie in den Wintersemestern 1524/1525 und 1528/1529. Zur Tätigkeit der medizinischen Doktoren an der Fakultät gehörte auch das Prüfen – bei Tannstetter belegt in den Jahren 1515 sowie 1517, als sein Freund Vadian geprüft und promoviert wurde und von Tannstetter die insignia doctoralia überreicht bekam. Tannstetter hatte an der Medizinischen Fakultät aber keine Professur.
Von Tannstetters Unterricht an der Medizinischen Fakultät ist lediglich seine medizin-astrologische Vorlesung belegt, gehalten wahrscheinlich im Sommersemester 1526 (veröffentlicht als Buch 1531 unter dem Titel Artificium de applicatione Astrologiae ad Medicinam).
Die Akten der Artistenfakultät erwähnen Tannstetter oft im Zeitraum 1502 bis 1513, jene der Medizinischen Fakultät von 1512 bis zu seinem Lebensende. Abgesehen von seiner etwa 1510 erlangten Professur, die wahrscheinlich zum Poetenkolleg gehörte, verlagerte Tannstetter den Schwerpunkt seiner Tätigkeit seit seiner medizinischen Promotion von der Artistenfakultät zur Medizinischen Fakultät. Auch die Dunkelmännerbriefe sprechen diese Schwerpunktverlagerung an; die Universität Wien erscheint darin im Wintersemester 1516/1517, während des Rektorats von Vadian, als humanistische Hochburg:
„es gibt hier so viele Reuchlinisten wie an keiner anderen Universität: nämlich Joachim Vadian, der Rektor, und Georg Collimitius Tannstetter, jetzt Mediziner, früher Mathematiker (pronunc Medicus, olim Mathematicus), und Johannes Cuspinian ...“

### Familie
In einem Brief eines Freundes Tannstetters an Vadian im April 1514 heißt es, dass Tannstetter geheiratet hat – also Anfang 1514 oder noch 1513, jedenfalls bald nach seinem Rektorat. Seine Frau hieß Martha Merusin und war eine Tochter von Jacob Merus. Aus dieser Ehe ging ein Sohn hervor, der Christian hieß, von 1516 bis 1567 lebte und Mitglied des Wiener Stadtrates wurde. Außerdem hatten sie zwei Töchter, Elisabeth und Martha.
1516 kaufte Tannstetter ein Haus, das später in dem Komplex des Franziskanerklosters aufging. Es lag zwischen der im Herzogskolleg untergebrachten Artistenfakultät, dem Poetenkolleg (in St. Anna) und der im Haus der Ärzte untergebrachten Medizinischen Fakultät.

### Angewandte Mathematik im kaiserlichen Dienst
Gemäß dem Grabstein Tannstetters war er ab etwa 1510 „Diener“ und „Rat“ Kaiser Maximilians I. Diese Dienste betrafen wohl verschiedene Bereiche.
Ungefähr 1510 wurde Tannstetter von Maximilian I. zum Professor (lateinisch: ordinarius) für (angewandte) Mathematik und Astronomie berufen. Hinweise auf Tannstetters Tätigkeit als Professor dieser Fächer gibt es aus dem Zeitraum von 1511 bis 1523. In dieser Zeit veröffentlichte er mehrere Bücher, u. a. Editionen als Studienbehelfe. Seine Professur gehörte wahrscheinlich zum – von Konrad Celtis initiierten – humanistischen Poetenkolleg. Dieses war zwar Teil der Universität Wien, ohne jedoch in die traditionellen Strukturen eingeordnet zu sein.
In den folgenden Jahren wurde Tannstetter vom jeweiligen Erzherzog von Österreich für verschiedene Aufgaben in den Bereichen Astronomie, Astrologie und Kartografie herangezogen. Die Verpflichtung zur Übernahme solcher Aufgaben könnte mit der erwähnten Professur verbunden gewesen sein. Für den Erzherzog tätig zu sein, war jedenfalls eine Ehre.
Papst Leo X. befasste sich mit der nötig werdenden Kalenderreform und fragte bei Kaiser Maximilian I. um Unterstützung an. Dieser beauftragte im Jahr 1514 Andreas Stiborius und Tannstetter damit, einen Vorschlag auszuarbeiten. Sie lieferten ein Gutachten ab, das sie, vermutlich im Jahr darauf, drucken ließen (De Romani Calendarii correctione Consilium). Aber erst Papst Gregor XIII. führte 1582 die angestrebte Korrektur des Kalenders durch.
Auch zwischen Tannstetter und seinem Lehrer Johannes Stabius ergab sich eine Zusammenarbeit. Stabius entwarf eine Österreichkarte im Auftrag Maximilians I., und Tannstetter verbesserte und erweiterte diese Karte, die nicht erhalten ist.
Nach dem Tod Maximilians I. im Jahr 1519 kam Tannstetter in Verbindung mit dessen Nachfolger Kaiser Karl V., der ihm Privilegien zum Schutz zukünftiger Publikationen erteilte: 1522 ein Druckprivileg für eine zu entwerfende Ungarnkarte und 1523 ein generelles Druckprivileg für Tannstetters Bücher der nächsten 10 Jahre.
Karls Bruder Ferdinand übernahm die Herrschaft über die österreichischen Länder. Eine astrologisch begründete Befürchtung, dass es 1524 zu großen Überschwemmungen kommen werde, beunruhigte die Bevölkerung. Tannstetter versuchte sie durch ein Buch zu beschwichtigen. Dieses erschien 1523 für die Gelehrten auf Latein (libellus consolatorius, „Beruhigungsschrift“), gleichzeitig aber für die breite Bevölkerung auch auf Deutsch. Schon am Beginn des langen Titels bringt Tannstetter zum Ausdruck, dass er damit dem an einer Beruhigung der Bevölkerung interessierten Regenten dienen wollte: Zu eren und gefallen dem (…) herrn Ferdinando …
Die Bedrohung durch die Türken machte eine gute Karte von Ungarn erforderlich. Tannstetter erstellte eine solche gemeinsam mit seinem aus Ungarn stammenden Schüler Lazarus Secretarius. Diese Tabula Hungarie wurde 1528 in Ingolstadt gedruckt.

### Leibarzt mehrerer Habsburger
Der 1513 zum Dr. med. promovierte Tannstetter wurde von Kaiser Maximilian I. als Leibarzt herangezogen. Das ist zumindest für die Zeit unmittelbar vor Maximilians Tod belegt, als Tannstetter 1518 nach Wels gerufen wurde. Manche Historiker gaben an, dass Tannstetter bereits seit 1510 Maximilians Leibarzt gewesen wäre. Zwar wurde Tannstetter seit ungefähr 1510 für einzelne Dienste herangezogen, aber der Text des Grabsteins verbindet Tannstetters Tätigkeit als Leibarzt nicht unmittelbar mit diesem Zeitpunkt:
„… der weylennt Kayser Maximilians und volgens Ferdinanden Römischen auch Hungarischen und Behamischen Künigs 25 jar getreuer diener, Rat und desselben Künigs Ferdinanden geliebsten kinder Leybarz gewesen ist.“
Hier wird die Leibarzt-Tätigkeit nur auf die Kinder König Ferdinands bezogen (dessen erstes Kind 1526 geboren wurde), jedenfalls wird nicht gesagt, dass Tannstetter schon seit 25 Jahren, also etwa seit 1510, Leibarzt gewesen wäre. Dass der Kaiser für diese Aufgabe einen Medizinstudenten (der Tannstetter damals noch war) berufen hätte, ist von vornherein unwahrscheinlich.
1521 erreichte eine schwere Pestepidemie auch Wien, so dass die Universität geschlossen werden musste. Tannstetter veröffentlichte eine Pestverhütungsschrift (Regiment für den lauff der Pestilentz) und floh nach Kärnten. Ende des Jahres wurde er von Anna im Namen ihres Ehemannes Ferdinand bis März von seiner Lektur dispensiert, da ihn dieser benötige.
1527 und 1529 wurde Tannstetter zu Königin Maria von Ungarn, der Schwester Ferdinands, wegen körperlicher Beschwerden gerufen. Und Ende 1528 machte Ferdinand ihm das Angebot, Leibarzt seiner Familie zu werden; ab Weihnachten müsse er demnach keine Vorlesungen mehr halten. Dieses Angebot akzeptierte Tannstetter und übersiedelte 1530 mit seiner Familie nach Innsbruck. Somit erstreckte sich Tannstetters Tätigkeit als kaiserlicher Leibarzt über mehrere Generationen, von Maximilian I. bis zu dessen Urenkel Maximilian II., dem ältesten Sohn Ferdinands.

### Nobilitierung 1531
Für seine Dienste unter Maximilian und Ferdinand wurde Tannstetter in den erblichen Ritterstand des Heiligen Römischen Reichs und der habsburgischen Erblande erhoben. Die Urkunde, datiert mit 21. November 1531, wurde im Namen König Ferdinands ausgestellt; dieser adelte „den ersamen gelerten, unnsern lieben astronomus Georgen Tannstetter Doctor, unnser und unser küniglichen Kynnder Phisicus“. Die Urkunde erwähnt dann auch noch, dass Tannstetter Arzt (Physicus) Maximilians war, und verweist darauf, dass Tannstetter für seine Kunst der Astronomie berühmt ist. Ansonsten wird allgemein an Dienste Tannstetters für „unns und dem heiligen Reiche und unsern Erblanden“ erinnert. Außerdem wurde ihm das Privilegium Denominandi verliehen (das Recht, einen neuen Zunamen anzunehmen, falls er ein Schloss oder einen Landsitz erwirbt oder erbaut). Mit der Nobilitierung war also noch kein bestimmter Namenszusatz verbunden (wie in der Fachliteratur manchmal behauptet). Auf dem Grabstein wird dann dem Zunamen Tannstetters tatsächlich ein adelig klingender Zusatz angehängt, nämlich von Thonau (im deutschen Text) oder von Thonnau (im lateinischen).

### Tod 1535
Ein Jahrzehnt vor seinem Tod litt Tannstetter unter mehreren körperlichen Beschwerden. 1526 beschrieb er diese in einem Brief an Vadian.
Der lateinische Text auf dem Grabstein sowie ein deutscher Text auf einer verschollenen Holztafel mit den ungefähr gleichen Aussagen geben als Todestag den 26. März 1535 an. Die Akten der Medizinischen Fakultät in Wien nennen denselben Todestag und enthalten auch die Todesstunde: Demnach starb er kurz vor der neunten Nachtstunde (paululum ante nonam nocte), also kurz vor 3 Uhr früh. Das führt dann nach heutigen, mit Mitternacht beginnenden Tagesangaben zum 27. März als Todestag.
Der Todesort war wahrscheinlich Innsbruck; jedenfalls wurde Tannstetter dort auf dem Friedhof neben der Spitalskirche begraben. Die irrtümliche Angabe „Wiener Neustadt“ hat ihren Ursprung vermutlich in der Formulierung eines späteren Historikers: „außer Innsbruck auf dem Neustädterkirchhofe“ – gemeint war: außerhalb von Innsbruck, das damals noch kleiner war. Tannstetters Grabstein aus rotem Marmor wurde nach Auflassung des Friedhofs im 19. Jahrhundert an eine Fabrik verkauft, die ihn als Bestandteil eines Trogs nutzte. 1889 konnte das noch vorhandene Fragment für das Tiroler Landesmuseum Ferdinandeum erworben werden, wo er heute aufbewahrt wird.
Dem Grabstein lässt sich das ungefähre Geburtsjahr 1482 („starb … in 53 Jar seines Alters“) entnehmen. In der historischen Fachliteratur gibt es aber auch eine irrtümliche Angabe seiner Lebenszeit mit 1480–1530, manchmal als ungefähre Angabe gekennzeichnet. Ausgangspunkt war die Österreichische National-Encyklopädie. Deren Angabe wurde von Poggendorff übernommen, aber als anscheinend exakte Angabe. Seine Angaben übernahmen dann mehrere Naturwissenschaftshistoriker.

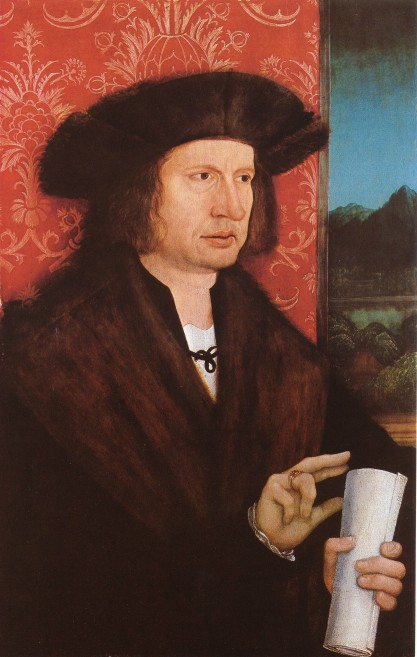
Gemälde von Bernhard Strigel, um 1515, vermutlich Tannstetter darstellend

### Tannstetter-Porträts
Graf-Stuhlhofer stellte insgesamt sieben Bildnisse Tannstetters zusammen. Das Aussehen Tannstetters ist somit, verglichen mit Zeitgenossen, gut dokumentiert. Auf fast allen Bildnissen erscheint ein Wappen mit einem sechsstrahligen Stern; siehe etwa oben das Exlibris von Hans Brosamer; ein anderes Exlibris geht auf Hans Springinklee zurück.
Es gibt zwei Gemälde von Bernhard Strigel, die vermutlich Tannstetter und seine Ehefrau darstellen. Die Identifizierung des ohne Namensnennung Dargestellten mit Tannstetter erfolgte erstmals 1965 durch Fritz Dworschak. Diese Identifizierung wurde bejaht von Reinhold Baumstark, aber bezweifelt durch Stephan Kemperdick. Das Gemälde wird in den Sammlungen der Fürsten von Liechtenstein in Vaduz aufbewahrt; eine Ausstellung von 1979 verwendete dieses Gemälde als Titelbild.
In seiner Geburtsstadt Rain erinnert die Georg-Tannstätter-Straße an ihn, sowie ein 1988 angefertigtes Brustporträtrelief am Geburtshaus.

## Naturforscher und Buchautor
Tannstetter war ein vielseitiger Gelehrter, der auf verschiedenen Gebieten Werke veröffentlichte. Als Buchdrucker beauftragte er vor allem den Wiener Johannes Singriener. Eine angebliche, unvollständige Gesamtausgabe der Werke Tannstetters hat nie existiert.
Die Fachliteratur rechnet Tannstetter mit seinen Lehrern Stabius und Stiborius zur sogenannten „zweiten Wiener mathematischen Schule“, wobei „Mathematik“ in einem weiten Sinn gemeint ist, und naturwissenschaftliche Anwendungsbereiche der Mathematik mit einschließt. Zur ersten, in astronomischer Hinsicht bedeutenderen Wiener mathematischen Schule zählen Johannes von Gmunden, Georg von Peuerbach und Regiomontanus.

### Humanistisches Wirken
Tannstetter gilt als Repräsentant des Renaissance-Humanismus. Das ist in den sogenannten Dunkelmännerbriefen erkennbar, aber auch an seinen Freundschaften, etwa mit Vadian. Der Theologe Johannes Eck, später Kontrahent Luthers, widmete 1516 den Abdruck zweier Vorträge „seinen Freunden“ in Wien, darunter Tannstetter. Tannstetters Mathematik-Professur gehörte wahrscheinlich zum humanistischen, von Konrad Celtis initiierten Poetenkolleg.
Darüber hinaus hatte Celtis in Wien eine Donaugesellschaft gegründet, das war eine Vereinigung von Gelehrten und wohl auch Studenten, die sich an manchen Abenden trafen. Vielleicht die Fortsetzung dieser Sodalitas war jener Kreis, der sich später im Haus von Tannstetter traf und Sodalitas Collimitiana genannt wurde. Sie wird um 1520 in Briefen an Vadian oft erwähnt.
Das publizistische Wirken Tannstetters entspricht – teilweise – dem klassischen Bild vom Humanismus, etwa darin, dass er sich in seiner Astrologie vor allem auf Claudius Ptolemäus stützte und mitunter Vorbehalte gegen die arabischen Astrologen äußerte. Aber in medizinischer Hinsicht ist für ihn neben Galenus und Hippokrates auch Avicenna eine Autorität. Unter den 12 von Tannstetter edierten – durchwegs naturwissenschaftlichen und mathematischen – Texten war nur einer von einem antiken Autor (dem Neuplatoniker Proclus), die anderen 11 waren von spätmittelalterlichen abendländischen Autoren, vor allem von Georg Peuerbach.
Tannstetter war auch mit Kardinal Matthäus Lang, Erzbischof von Salzburg, befreundet, dem er mehrere, in den Jahren 1515 bis 1519 gedruckte Bücher widmete. Sie hatten einander vermutlich am Hof Maximilians kennengelernt.

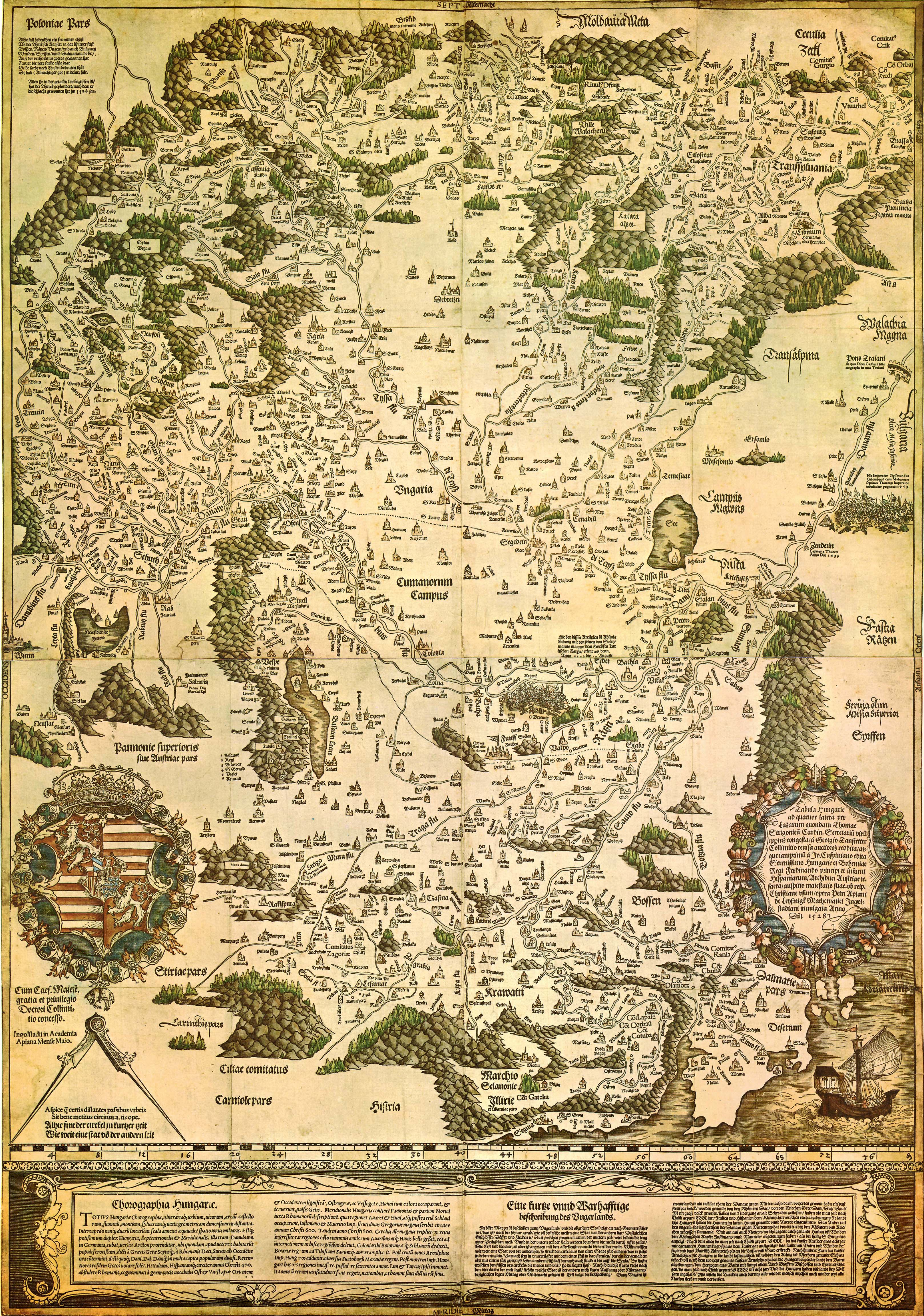
Die Tabula Hungariae

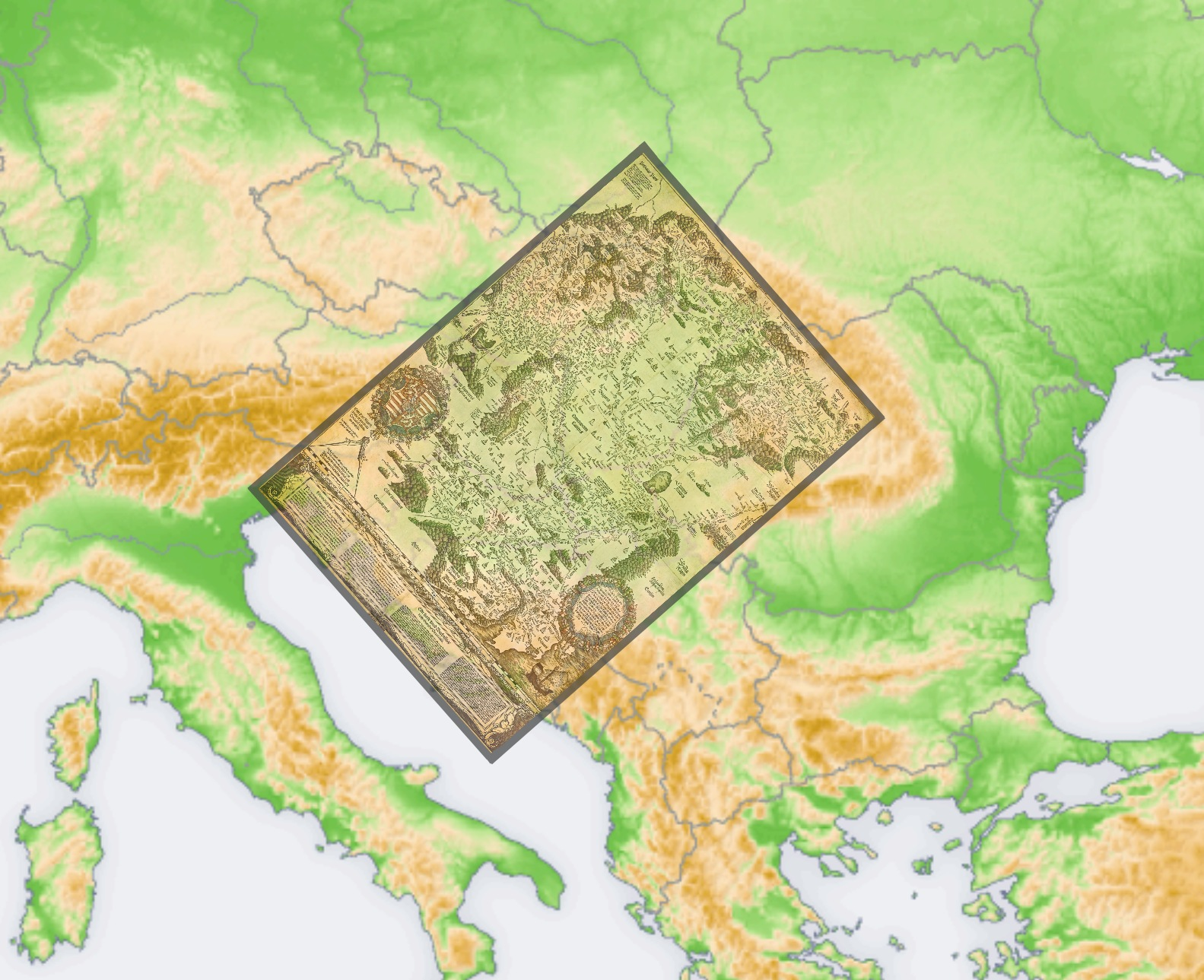
Der von der Tabula Hungarie erfasste Ausschnitt Mitteleuropas

### Kartografie
Tannstetter stellte zusammen mit seinem Schüler Lazarus Secretarius aus Ungarn eine 1528 in Ingolstadt gedruckte Landkarte Ungarns her, genannt Tabula Hungarie. Die Bedeutung der Karte liegt in der großen Genauigkeit der Lage der Ortschaften, bei den Gewässerangaben und sonstigen Namenseintragungen sowie in der innovativen Einführung eines Maßstabes. Die Karte wurde in das Weltdokumentenerbe der UNESCO aufgenommen.
Eine Landkarte von Österreich (Austriae descriptio) wurde im Auftrag von Kaiser Maximilian I. von Stabius entworfen und von Tannstetter vergrößert und verbessert (Stabius pinxerat, et Collimitius auxerat et perfecerat); davon berichtet Johannes Cuspinian in der Vorrede und im Nachwort seines Werkes Austria und kündigte den Abdruck dieser Karte für den geplanten zweiten Teil seines Werkes an. Dazu kam es nicht mehr, Cuspinian starb 1529, und vielleicht wurde diese Österreichkarte nie gedruckt. Sie hat sich jedenfalls nicht erhalten.

### Physik
Tannstetter führte ein neues Fach in den akademischen Unterricht ein, nämlich die physische Geografie. Als Grundlage für einen solchen Unterricht druckte er das Werk De natura locorum („Über die Natur der Orte“) von Albertus Magnus nach, versehen mit eigenen Erläuterungen (1514). Albertus will zeigen, wie die Eigenschaften eines Ortes von seiner geografischen Lage abhängen.
Eine weitere Edition betraf die Darlegung der perspektivischen Optik von Witelo; Tannstetter stellte die Vorlage zur Verfügung, und Peter Apian übernahm die Vorbereitung der Drucklegung (1535).
Manchmal wird Tannstetter irrtümlich eine Mitherausgeberschaft am Libellus Linconiensis (Nürnberg 1503) zugeschrieben, worin Robert Grosseteste die Reflexion behandelte. Aber diese Edition geht alleine auf Andreas Stiborius zurück.

### Astronomie
Siehe auch: Wiener astronomische Schule
Im Auftrag von Kaiser Maximilian I. verfassten Tannstetter und sein Lehrer Andreas Stiborius 1514 ein Gutachten zur geplanten Kalenderreform. Um langfristig die korrekte Jahreslänge einzuhalten, schlugen sie vor, in je 134 Jahren einen Schalttag auszulassen. Das Manuskript des wohl bald darauf gedruckten Vorschlages (De Romani Calendarii correctione Consilium; „Vorschlag zur Korrektur des römischen Kalenders“) ist noch erhalten; die Titelseite dieses Manuskripts wurde von Tannstetter eigenhändig geschrieben, das Weitere vermutlich von Andreas Perlach, der bei Tannstetter studierte.
Tannstetters erste – und einzige einen antiken Autor betreffende – Edition war die Sphaera („Himmelskugel“) des Neuplatonikers Proclus Diadochus 1511. Tannstetters bekannteste Edition ist jene astronomischer Tabellen von Georg Peuerbach und Regiomontanus (Tabulae Eclypsium ..., „Finsternistabellen ...“, 1514). Außerdem gab er 1518 die Sphaera von Johannes de Sacrobosco gemeinsam mit der Theoricae planetarum („Planetentheorie“) Georg Peuerbachs heraus.

### Mathematik
Im Bereich der Mathematik im engeren Sinn publizierte Tannstetter nur als Editor. 1515 veröffentlichte er ein Textbuch für den universitären Unterricht mit Abhandlungen, „die das gesamte Gebiet der damaligen höheren Mathematik umfassen“. Diese „Vereinigung der fünf wichtigsten Schriften der mittelalterlichen Mathematik“ begann, quasi als Buchtitel, gleich mit dem Inhaltsverzeichnis, indem die fünf enthaltenen Schriften aufgezählt werden (Contenta in hoc libello, „In diesem Büchlein ist folgendes enthalten“), nämlich:
Die Arithmetik von Johannes de Muris, die Proportionslehre von Thomas Bradwardine, die Theorie der Formlatituden (De latitudinibus formarum) von Nikolaus von Oresme, das Rechnen mit ganzen Zahlen (Algorithmus) von Peuerbach sowie das Rechnen mit Sexagesimalbrüchen (Algorithmus) von Johannes von Gmunden.

### Wiener Mathematiker und Astronomen bis 1514

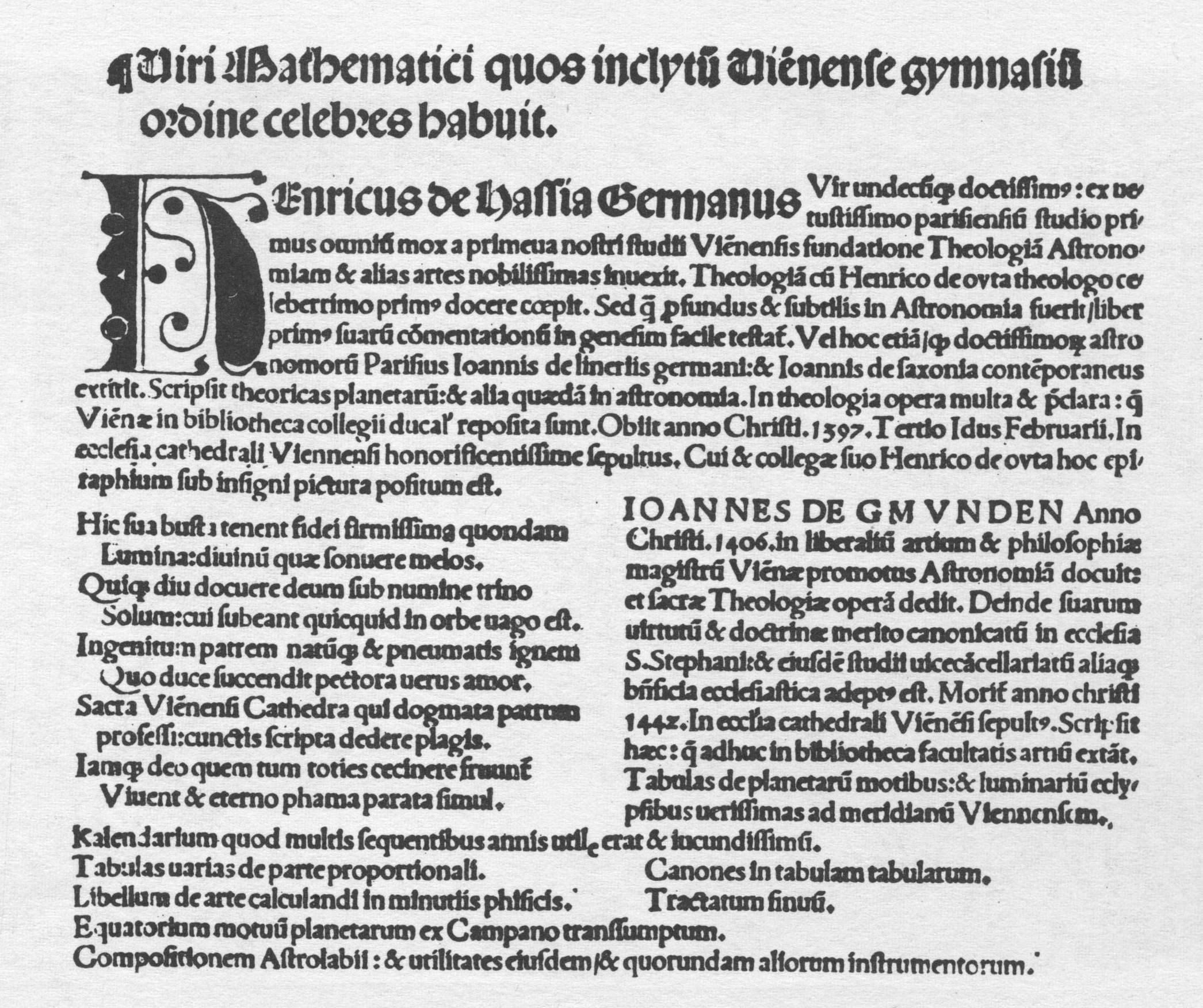
Beginn der Viri Mathematici (obere Hälfte der ersten Seite)

Tannstetter stellte das Leben und Wirken von etwa 30 Astronomen und Mathematikern dar, die in Wien – überwiegend an der Universität – tätig (gewesen) waren. Der Titel seiner eher kurzen Darstellung, Viri Mathematici, weist darauf hin, dass er sich an die Tradition von Werken „über berühmte Männer“ („De viris illustribus“) anlehnte. Sein chronologisch angeordneter bio- und bibliografischer Katalog reichte von Heinrich von Langenstein, der 1384 in Wien zu unterrichten begonnen hatte, bis zum Druckjahr 1514, in dem dieser historische Rückblick im Rahmen von durch Tannstetter edierten Tabellen (Tabulae eclypsium ...) erschien. In diesen 130 Jahren wirkten an der Universität Wien hervorragende Astronomen, etwa Georg von Peuerbach und Regiomontanus. Eine solche Darstellung eines Abschnittes der Naturwissenschaftsgeschichte wurde damals noch selten praktiziert.

### Astrologie
In den meisten – vielleicht allen – Jahren des Zeitraums 1504 bis 1526 verfasste Tannstetter einen Kalender (oft Judicium oder Practica genannt) für das jeweils nächste Jahr. Sie erschienen zum Teil auf Deutsch, zum Teil auf Latein. Solche Kalender waren in der Bevölkerung verbreitet; nach Ablauf des betreffenden Jahres wurden sie dann aber kaum noch beachtet, so dass sie heute nur noch vereinzelt in Bibliotheken vorhanden sind. Im frühen 16. Jahrhundert gab es im deutschen Sprachraum etwa fünf bis zehn Kalender jährlich; demnach wird Tannstetter durch seine jährlichen Kalender – vor allem in Wien und den benachbarten Regionen – ein in der Bevölkerung beachteter Autor gewesen sein.
Im Jahr 1523 veröffentlichte er eine „Beruhigungsschrift“ (libellus consolatorius). Da für den Februar 1524 ungewöhnlich viele Konjunktionen im Sternbild der Fische zu erwarten waren, befürchteten manche Astrologen, dass es zu großen Überschwemmungen kommen werde. Tannstetter argumentierte gegen diese Befürchtung u. a. empirisch – durch einen Rückblick auf Momente in früheren Jahrhunderten mit ähnlichen Planetenkonstellationen (und ohne gleichzeitige Überschwemmungen).
Unter Tannstetters Editionen finden sich keine astrologischen; demnach sah er in diesem Bereich keinen Bedarf.

### Medizin
Im Rahmen von Tannstetters Publikationstätigkeit war die Medizin bloß ein Nebenfach. 1521 gab er ein kleines Büchlein mit medizinischen Ratschlägen im Hinblick auf die aktuelle Pestepidemie heraus: Regiment für den lauff der Pestilentz. Darin beachtet Tannstetter auch psychische Faktoren: Die Widerstandskraft gegen Ansteckung werde gefördert durch Freude und beeinträchtigt durch Traurigkeit oder Zorn. Außerdem sind einige handschriftliche pharmazeutische Rezepte Tannstetters erhalten.
Eine größere Nachwirkung hatte seine um 1526 gehaltene Vorlesung über die Anwendung der Astrologie auf die Medizin. Eine Vorlesungsmitschrift wurde von Otto Brunfels 1531 herausgegeben (Artificium …). Es handelte sich um das erste in Deutschland erschienene umfangreichere Buch, das sich ganz speziell mit der Iatromathematik – der Anwendung der Astrologie auf die Medizin – beschäftigt.

## Werke (Auswahl)
- Iudicium Viennense anni 1512. Köln 1512. (Digitalisat)
- Iudicium astronomicum pro anno Ch. 1513. Nürnberg 1513. (Digitalisat)
- als Hrsg.: Tabulae eclypsium magistri Georgii Peurbachii. Tabula primi mobilis Ioannis de Monteregio. Joannes Winterburger, Wien 1514 (darin der Abschnitt Viri Mathematici, von S. aa3v bis aa6v).
- mit Andreas Stiborius: De Romani Calendarii correctione Consilium. Joannes Singrenius, Wien o. J. (wohl 1515).
- Usus Almanach seu Ephemeridum. Metzker, Wien 1518. (Digitalisat)
- Regiment für den lauff der Pestilentz durch Georgẽ Tañstetter von Rain der siben freyen künst vnnd Ertzney doctor kurtzlich beschriben. Singriener, Wien 1521. (Digitalisat)
- In gratiam serenissimi ac potentissimi (…) domini Ferdinandi (…) Georgii Tannstetter Collimitii Lycoripensis Medici et Mathematici libellus consolatorius, quo, opinionem iam dudum animis hominum ex quorundam Astrologastrorum divinatione infidentem, de futuro diluvio et multis aliis horrendis periculis XXIII anni a fundamentis extirpare conatur. Joannes Singrenius, Wien 1523 (20 Bl.). (Digitalisat)
  - zugleich in deutscher Sprache: „Zu eren und gefallen dem … herrn Ferdinando (…) Hat Georg Tannstetter von Rayn (…) diss gegenwurtigs buechlen ausgeen lassen. Der leut hart furgenomene verwänung, so sy aus etlicher dy sich fur Astronomos ausgeben, vorsagung, von ainem kunfftigen Synfluss, und anndern greulichen vällen auffs XXIIII Jar gefast, abzuwenden.“ Johannes Singriener, Wien 1523 (22 Bl.). (Digitalisat)
- Artificium de applicatione Astrologiae ad Medicinam, deque convenientia earundem. Georgius Ulricherus, Straßburg 1531. – Mit deutscher Übersetzung und Kommentar neu hrsg. von Rosemarie Eichinger (= Medizingeschichte. 1). LIT Verlag, Berlin u. a. 2006 (Digitalisat der Ausgabe von 1531).